# Promachus apivorus
Promachus apivorus är en tvåvingeart som först beskrevs av Walker 1860.  Promachus apivorus ingår i släktet Promachus och familjen rovflugor. Inga underarter finns listade i Catalogue of Life.